# حمام بوحنيفية
حمام بوحنيفية ((باللاتينية: Aquae Sirenses)‏ في العصر الروماني) هو حمام روماني موجود منذ أكثر من 2 000 عام، يقع في بلدة بوحنيفية، وهو موقع سياحي وعلاجي، على بعد 24 كم غرب مدينة معسكر (ولاية معسكر)، يعود أستخدامه إلى العصر الروماني.